# Ура (река, впадает в Баренцево море)
Ура — река в России, протекает по Мурманской области. Впадает в губу Ура Баренцева моря. Вытекает из озера Ур. Длина реки составляет 63 км, площадь водосборного бассейна 1030 км².
В 56 км от устья, по правому берегу реки впадает река Аннын.
В реке Ура обитает популяция атлантического лосося (сёмги). Ежегодно организуется ее лицензионный лов.

## Данные водного реестра
По данным государственного водного реестра России относится к Баренцево-Беломорскому бассейновому округу, водохозяйственный участок реки — реки бассейна Баренцева моря от восточной границы реки Печенга до западной границы бассейна реки Воронья, без рек Тулома и Кола. Речной бассейн реки — бассейны рек Кольского полуострова, впадает в Баренцево море.
Код объекта в государственном водном реестре — 02010000612101000000936.